# Kaylyn Kyle
Kaylyn McKenzie Kyle (Saskatoon, 6 de outubro de 1988) é uma futebolista canadense que atua como defensora, medalhista olímpica.

## Carreira
Kaylyn Kyle fez parte do elenco medalha de bronze em Londres 2012.